# Plinio Cuccurin
Plinio Cuccurin hrvatski je političar i menadžer iz Istre.

## Životopis
Rođen je u Puli 1959. godine. Nakon osnovne škole u Balama i gimnazije u Rovinju, diplomirao je pravo u Rijeci, 1984. godine položio pravosudni ispit, 1994. položio javnobilježnički ispit.
Poslovnu karijeru, što je zanimljivo, Plinio Cuccurin počeo je s 15 godina – kao berač bresaka, potom je radio kao konobar, a za vrijeme studija tri je godine vodio turističku zajednicu u Balama. Budući da je bio i stipendist Tvornice duhana Rovinj (TDR), nakon studija zaposlio se u tvornici cigareta kao pravni referent. Poslije je napredovao do voditelja pravnih i kadrovskih poslova i pravnog savjetnika, a od pretvorbe i privatizacije TDR-a (Adris Grupa) član je uprave.

## Politički angažman
Od osnutka do rasformiranja političke udruge "Ladonja" 2008. godine aktivno se bavio politikom kao njezin predsjednik. Sudjelovao je kao kandidat za istarskoga župana na izborima 2009. te je ušao u drugi krug, u kojemu je poražen od Ivana Jakovčića (IDS).